# Соколовщина (Киевская область)
Соколовщина (укр. Соколівщина) — село, входит в Яготинский район Киевской области Украины.
Население по переписи 2001 года составляло 21 человек. Почтовый индекс — 07712. Телефонный код — 4575. Занимает площадь 0,03 км².

## Местный совет
07700, Київська обл., Яготинський р-н, м. Яготин, вул. Незалежності, 67

## История
- Есть на карте 1868 года как хутор Ивка.[1]
- до 1945 года назывался хутор Соколовский.[2]